# Calle de Hondarribia
La calle de Fuenterrabía es una vía pública de la ciudad española de San Sebastián.

## Descripción

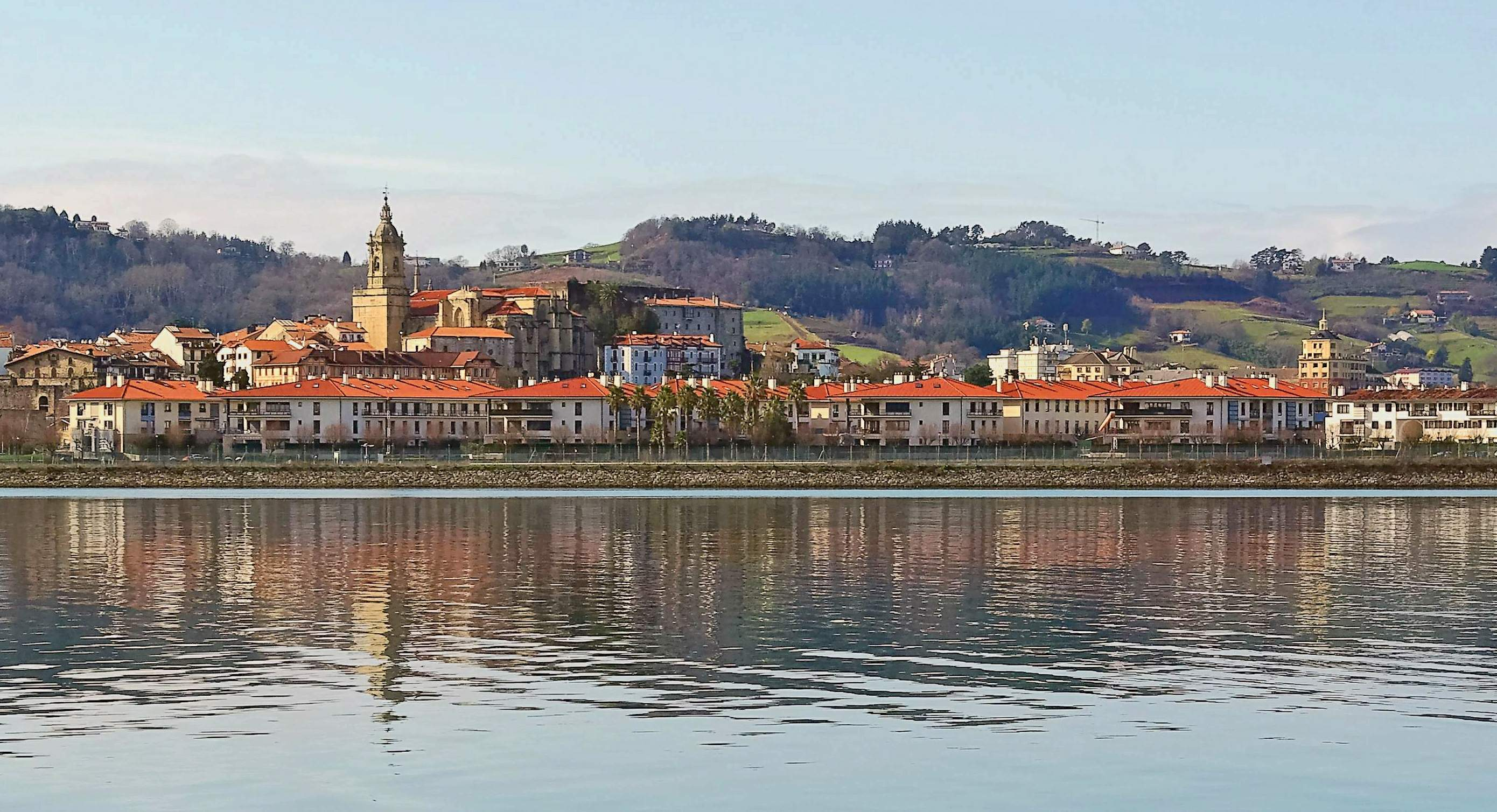
Vista de Fuenterrabía, localidad guipuzcoana que da nombre a la calle

La vía, abierta en el siglo XIX, recuerda con el nombre a la localidad guipuzcoana de Fuenterrabía. Nace de la avenida de la Libertad, donde conecta con la calle de Garibai, y discurre hasta fundirse con la de Larramendi a la altura en que esta se une con la de Prim. Tiene cruces con la de San Marcial, la de Arrasate, la de San Martín, la de Alfonso VIII, la de Urdaneta y la de Sánchez Toca. Aparece descrita en Las calles de San Sebastián (1916) de Serapio Múgica Zufiria con las siguientes palabras:

Calle de Fuenterrabía.—Es uno de los nombres que la Comisión propuso y el Ayuntamiento acordó en sesión de 12 de Septiembre de 1866, imponer a una de las calles de nueva construcción. Sin duda fué un testimonio de hermandad, dedicado a la histórica ciudad guipuzcoana, que tantos lauros ha merecido por las valientes luchas, sostenidas victoriosamente en defensa de su independencia. Entre estos lauros destacan los que alcanzó con motivo de su inmortal defensa de 1638. Tan grande fué la alegría que causó en toda la Nación el levantamiento del sitio a que le tuvieron sujeta a esta plaza los franceses en la fecha indicada, que el paisanaje de Madrid penetró en las habitaciones privadas del Real palacio a felicitar al Rey Don Felipe IV.
(Múgica Zufiria, 1916, p. 38)